# Cecil Armstrong Gibbs
Cecil Armstrong Gibbs (ur. 10 sierpnia 1889 w Great Baddow, zm. 12 maja 1960 w Chelmsford) – brytyjski kompozytor.

## Życiorys
Studiował w Trinity College na Cambridge University, gdzie uzyskał stopień Bachelor of Arts (1911) i Master of Arts (1913). Pobierał też lekcje kompozycji u Charlesa Wooda i Ralpha Vaughana Williamsa oraz dyrygentury u Adriana Boulta. Od 1919 roku prowadził towarzystwo śpiewacze w Danbury. W latach 1921–1939 wykładał w Royal College of Music w Londynie. W 1931 roku uzyskał na Cambridge University tytuł doktora. Od 1937 do 1952 roku był wiceprzewodniczącym British Federation of Music Festivals. W 1934 roku został nagrodzony Cobbett Gold Medal.
W swojej twórczości kontynuował tradycje brytyjskiego romantyzmu. Ceniony był zwłaszcza jako twórca pieśni.

## Wybrane kompozycje
(na podstawie materiałów źródłowych)

### Utwory sceniczne
- opera komiczna The Blue Peter (1923)
- opera komiczna The Sting of Love (1926)
- operetka When One Isn’t There (1927)
- opera Twelfth Night (1947)
- opera dziecięca The Great Bell of Burley (1952)

### Utwory orkiestrowe
- 3 symfonie
- fantazja taneczna The Enchanted Wood na fortepian i smyczki (1919)
- suita taneczna Fancy Dress (1935)
- suita A Spring Garland na smyczki (1937)
- Concertino na fortepian i smyczki (1942)
- Prelude, Andante and Finale na smyczki (1946)
- suita Dale and Fell na smyczki (1954)
- A Simple Concerto na fortepian i smyczki (1955)
- Threnody for Walter de la Mare na kwartet smyczkowy i smyczki (1956)
- A Simple Suite na smyczki (1959)
- Suite of Songs from the British Isles (1959)
- 4 Orchestral Dances (1959)

### Utwory kameralne
- trio fortepianowe Country Magic (1922)
- Lyric Sonata na skrzypce i fortepian (1928)
- Trio fortepianowe (1940)
- Suita na skrzypce i fortepian (1943)

### Utwory wokalno-instrumentalne
- Le Belle Dame sans merci na chór i orkiestrę (1928)
- The Birth of Christ na solistów, chór i orkiestrę (1929)
- The Highwayman na chór i orkiestrę (1932)
- The Ballad of Gil Morrice na chór i orkiestrę (1934)
- Deborah and Barak na solistów, chór i orkiestrę (1936)
- Odysseus na solistów, chór i orkiestrę (1938)
- The Passion According to St. Luke na chór i organy (1945)
- Pastoral Suite na baryton, chór i orkiestrę (1949)